# DBNDD1
DBNDD1 (англ. Dysbindin domain containing 1) – білок, який кодується однойменним геном, розташованим у людей на 16-й хромосомі. Довжина поліпептидного ланцюга білка становить 158 амінокислот, а молекулярна маса — 17 042.
| 10         |  | 20         |  | 30         |  | 40         |  | 50         |
| ---------- |  | ---------- |  | ---------- |  | ---------- |  | ---------- |
| MEPPEGAGTG |  | EIVKEAEVPQ |  | AALGVPAQGT |  | GDNGHTPVEE |  | EVGGIPVPAP |
| GLLQVTERRQ |  | PLSSVSSLEV |  | HFDLLDLTEL |  | TDMSDQELAE |  | VFADSDDENL |
| NTESPAGLHP |  | LPRAGYLRSP |  | SWTRTRAEQS |  | HEKQPLGDPE |  | RQATVLDTFL |
| TVERPQED   |  |            |  |            |  |            |  |            |

A: Аланін

D: Аспарагінова кислота

E: Глутамінова кислота

F: Фенілаланін

G: Гліцин

H: Гістидин

I: Ізолейцин

K: Лізин

L: Лейцин

M: Метіонін

N: Аспарагін

P: Пролін

Q: Глутамін

R: Аргінін

S: Серин

T: Треонін

V: Валін

W: Триптофан

Кодований геном білок за функцією належить до фосфопротеїнів. 
Задіяний у такому біологічному процесі, як альтернативний сплайсинг. 